# 白苞芹属
白苞芹属（学名：Nothosmyrnium）是伞形科下的一个属，为多年生草本植物。该属共有2种，分布于东亚。

## 物種
- 白苞芹 Nothosmyrnium japonicum Miq.; Ann. Mus. Bot. Lugduno-Batavum 3: 58 (1867)
- 西藏白苞芹 Nothosmyrnium xizangense R. H. Shan & T. S. Wang; Acta Phytotax. Sin. 18(3): 375-376 (1980)

## 分布
日本、西藏、及中國（甘肅、陝西、河北、河南、湖北、江蘇、安徽、湖南、江西、浙江、福建、四川、貴州、廣西、廣東)等地。

## 同物異名
- Macrochlaena Hand.-Mazz.; Symb. Sin. Pt. VII. 720 (1933)